# Григорьев, Сергей Михайлович
Григорьев Сергей Михайлович (род. 4 февраля 1950, Москва) — российский политический деятель, депутат Государственной думы четвёртого созыва.

## Биография
Окончил Военную инженерную академию имени Ф. Э. Дзержинского; Военную академию Генерального штаба Вооруженных мил СССР имени К. Е. Ворошилова.
Работал в Генеральном штабе Вооруженных сил Российской Федерации, генерал-майор.

### Депутат госдумы
Депутат Государственной Думы от избирательного блока «Родина» (народно-патриотический союз)". Заместитель председателя Комитета по обороне, член Комиссии по рассмотрению расходов федерального бюджета, направленных на обеспечение обороны и государственной безопасности Российской Федерации.